# 呉忠瓊
呉 忠瓊（ご ちゅうけい、1964年9月 - ）は、中華人民共和国の官僚、政治家。現職は江西省副省長、贛州市党委書記。

## 経歴
1964年9月、湖北省武漢市で生まれる。1987年12月に中国共産党入党。1988年8月に北京航空航天大学を卒業後、同年、中国国際工程咨詢公司機電項目部に入局。以後、助技師、技師、軍工処処長（次官）、処長、副主任、主任を歴任した。2003年11月には国防科学技術工業委員会総合計画司副司長に転任する。2006年3月、司長に昇格。
2010年10月、遼寧省科学技術庁党組書記、副庁長に転出。翌年1月、庁長に昇格。2013年2月、同省鞍山市に転任し、同市党委副書記、市長代行、市長を歴任。2015年11月、遼寧省発展改革委員会主任に就任。
2018年、第13期江西省人民代表大会常務委員会は1月28日の第1回会議で江西省副省長に選出される。2021年1月4日には贛州市党委書記を兼務する。